# ウェスタンアプローチ

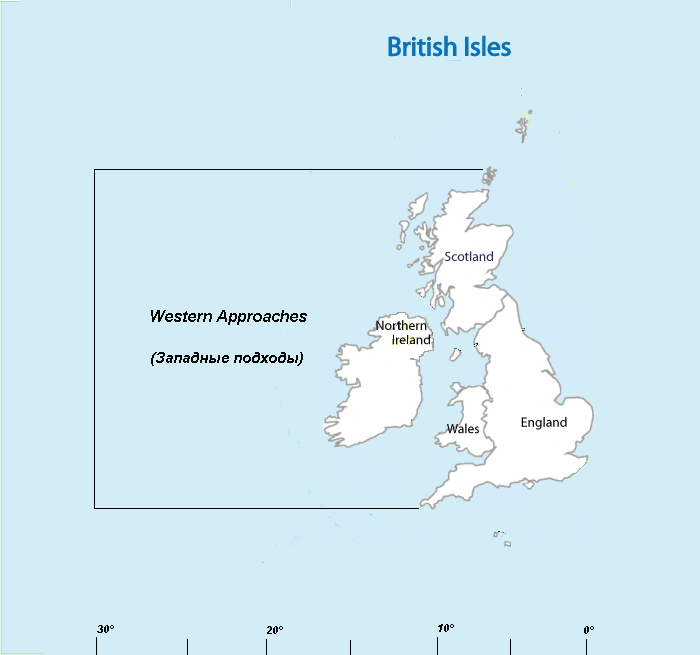
ウェスタンアプローチの地図

ウェスタンアプローチ（英: Western Approaches）は、グレートブリテン島西岸の大西洋に拡がる長方形の海域である。この海域はイギリス西岸とほぼ同じで、グレートブリテン島の西岸から始まり、おおよそアイスランドに至る。大規模な港湾が多くあるため、特にイギリスにとって重要な海域である。
この語は主に海戦について論じるときに用いられる。特に、第一次世界大戦と第二次世界大戦の際にドイツ海軍がUボートを使ってイギリスを封鎖しようとして試みた「大西洋の戦い」について語られるときに使われる。これは、イギリス発の商船のほとんどがこの海域を通るため、Uボートの好狩場であると同時に、イギリス海軍による重大な防護が成される地域でもあったからである。